# Marco Tornese
Marco Tornese (* 20. Mai 1984 in Herisau) ist ein Schweizer Model, LGBT-Aktivist und «Mr. Gay Switzerland».

## Leben
Marco Tornese wuchs zweisprachig in seinem Geburtsort Herisau auf. Sein Vater ist Italiener, seine Mutter Schweizerin. Im Alter von 25 Jahren zog er nach Gossau SG. Tornese arbeitet mittlerweile als Teamleiter bei einer grossen Schweizer Bankengruppe, bei der er seit Mitte der 2000er Jahre durchgehend beschäftigt ist. Ab 2015 wohnte er in der Westschweiz, in Lausanne; mittlerweile lebt er in Dietikon, Kanton Zürich. Er war mehrere Jahre mit dem ehemaligen «Mr. Gay Schweiz», Stephan Bitterlin, liiert; das Paar trennte sich im September 2016. Nach dem Ausscheiden bei Prince Charming begann er eine Beziehung mit Mitkandidat Sebastian Hollmann, die im Januar 2020 wieder beendet war.

## Karriere
Im September/Oktober 2016 spielte er in einer Inszenierung des Theatervereins «SUWE productions» an mehreren Orten in der Schweiz (Luzern, Zürich, St. Gallen, Basel, Dornbirn) in dem Theaterstück «Wintermond» die Rolle des schwulen Ben, der von seinem homophoben WG-Mitbewohner Alex erniedrigt wird.
Er ist seit März 2017 Mr. Gay Switzerland. Im Mai 2017 wurde er in die Top 5 bei der Mr. Gay World-Wahl gewählt (Spanien). Der Wettbewerb «Mr. Gay World» wurde 2009 ins Leben gerufen und ist eine Veranstaltung, die mit den Miss-World-, Mr.-World- und Mr.-Universum-Wettbewerben vergleichbar ist. Der Wettbewerb ist keine reine Schönheitswahl, sondern alle Teilnehmer werden in vielen verschiedenen Kategorien bewertet. Tornese, der den 4. Platz bei der «Mr. Gay World» erreichte, war der erfolgreichste Schweizer Teilnehmer. Er ist auch der erste Schweizer, der den Ehrentitel «Mr. Gay Universe» erhalten hat (Prag, 16. September 2017).
Tornese hat sich für seine Amtszeit vorgenommen, sich für mehr Akzeptanz innerhalb der Community einzusetzen und als Vorbild die LGBT-Community zu repräsentieren. Außerdem unterstützt er die rechtliche Gleichstellung von Homosexuellen in der Schweiz. Im Jahr 2017 wurde Marco Tornese zu vielen Events in Europa eingeladen, um die Schweiz zu repräsentieren (u. a. Arosa Gay Skiweek, Kings of Fashion). Im September 2017 wurde er als Jury-Gast zur Mr. Gay-Wahl («Gayman 2017») in Prag eingeladen und erhielt den Ehrenpreis «Mr. Gay Universe 2017», welcher jedes Jahr an einen Mister geht, welcher sich intensiv für die Community einsetzt.
Regelmässig ist er als Model für Bodypainting-Events, Music-Clips und Pole-Akrobatik-Shows gebucht und Gast bei Events.
Im November 2017 erschien sein Bildkalender, mit welchem er die LGBT-Organisation «GLL – Gleichgeschlechtliche Liebe Leben» unterstützt. Im Jahr 2018 wurde Marco Tornese Markenbotschafter der Fashion Brand «Dragons Chain» aus München. Er unterstützte die erste Gay-Pride des Kantons Tessin, welche Ende Mai 2018 in Lugano stattfand.
2019 wirkte Tornese in verschiedenen Music-Clips mit, z. B. bei DJ Tanja La Croix, Julian F. M. Stoeckel und Diamá. Im Herbst 2019 war Marco Tornese als einziger Schweizer Kandidat in der ersten Gay Dating-Reality-TV-Show Deutschlands «Prince Charming» dabei.